# Поки грім не вдарить
«Поки грім не вдарить» («Пока гром не ударит») — радянський художній фільм 1991 року, знятий режисером Євгеном Васильєвим на ТХО «Скіфи».

## Сюжет
У селищі Калинівка, де на рахунку кожна сім'я, між молодим комбайнером і принциповим головою виникає конфлікт, внаслідок якого молодик приймає потенційно фатальне для села рішення — виїхати.

## У ролях
- Сергій Паршин — Олексій Воронін
- Катерина Васильєва — Надія Вороніна
- Михайло Глузський — Межаков
- Лариса Даниліна — Зав'ялова
- Юрій Кузьменков — Зав'ялов
- Євген Філатов — Кутузов
- Віктор Смирнов — Кузнецов
- Віктор Філіппов — Михайло
- Ніна Русланова — Валентина
- Еммануїл Віторган — завідувач району
- Любов Соколова — Олімпіада Василівна
- Галина Самохіна — Марія Прокопівна
- Борис Галкін — м'ясник
- Віктор Зозулін — Юрій
- Станіслав Міхін — Куїмич
- Олександр Лебедєв — Петя Коржнєв
- Володимир Трещалов — Пепсі
- Іван Агафонов — Шеф
- Микола Волков — Фармазон
- Геннадій Матвєєв — Мільтон, міліціонер-лімітник
- Олександр Леньков — Митар
- Валерій Хромушкін — Кучер
- Михайло Брилкін — стародавній дід
- Любов Германова — продавчиня
- Людмила Карауш — фасониста дама
- Денис Горшков — візник
- Сашко Горшков — Серьожа, син Вороніних
- Віра Болдирєва — Галя, дочка Вороніних
- Мар'яна Співак — Таня, дочка Вороніних
- Галина Дьоміна — бабуся
- Раїс Бєлялов — епізод
- Валентина Березуцька — гостя
- Надія Матушкіна — вчителька
- Людмила Гаврилова — гостя
- Лідія Савченко — гостя
- Світлана Швайко — гостя
- Є. Хмелевська — гостя
- І. Морозова — епізод
- Лариса Урюпіна — епізод
- Раїса Сазонова — колгоспниця
- Л. Антонович — епізод
- Майя Латко — епізод
- Кирило Дубровицький — здирник
- Ігор Трімасов — епізод
- Інна Єфремова — епізод
- Андрій Толмачов — епізод
- Віталій Леонов — епізод
- Є. Кабанова — епізод
- Вадим Вільський — покупець
- Галина Левченко — покупчиня
- Наталія Петрова — епізод
- Олександр Ємельяненков — турок

## Знімальна група
- Режисер — Євген Васильєв
- Сценаристи — Леонард Толстой, Йосип Богуславський
- Оператори — Рудольф Зуєв, Юрій Уланов
- Композитор — Ігор Цвєтков
- Художник — Василь Щербак